# Telmatobius hauthali
Telmatobius hauthali là một loài ếch trong họ Leptodactylidae. Chúng là loài đặc hữu của Argentina.
Môi trường sống tự nhiên của chúng là đất ngập nước địa nhiệt. Loài này đang bị đe dọa do mất môi trường sống.